# Velesovo
Velesovo – wieś w Słowenii, w gminie Cerklje na Gorenjskem. W 2018 roku liczyła 396 mieszkańców.